# 1Lib1Ref

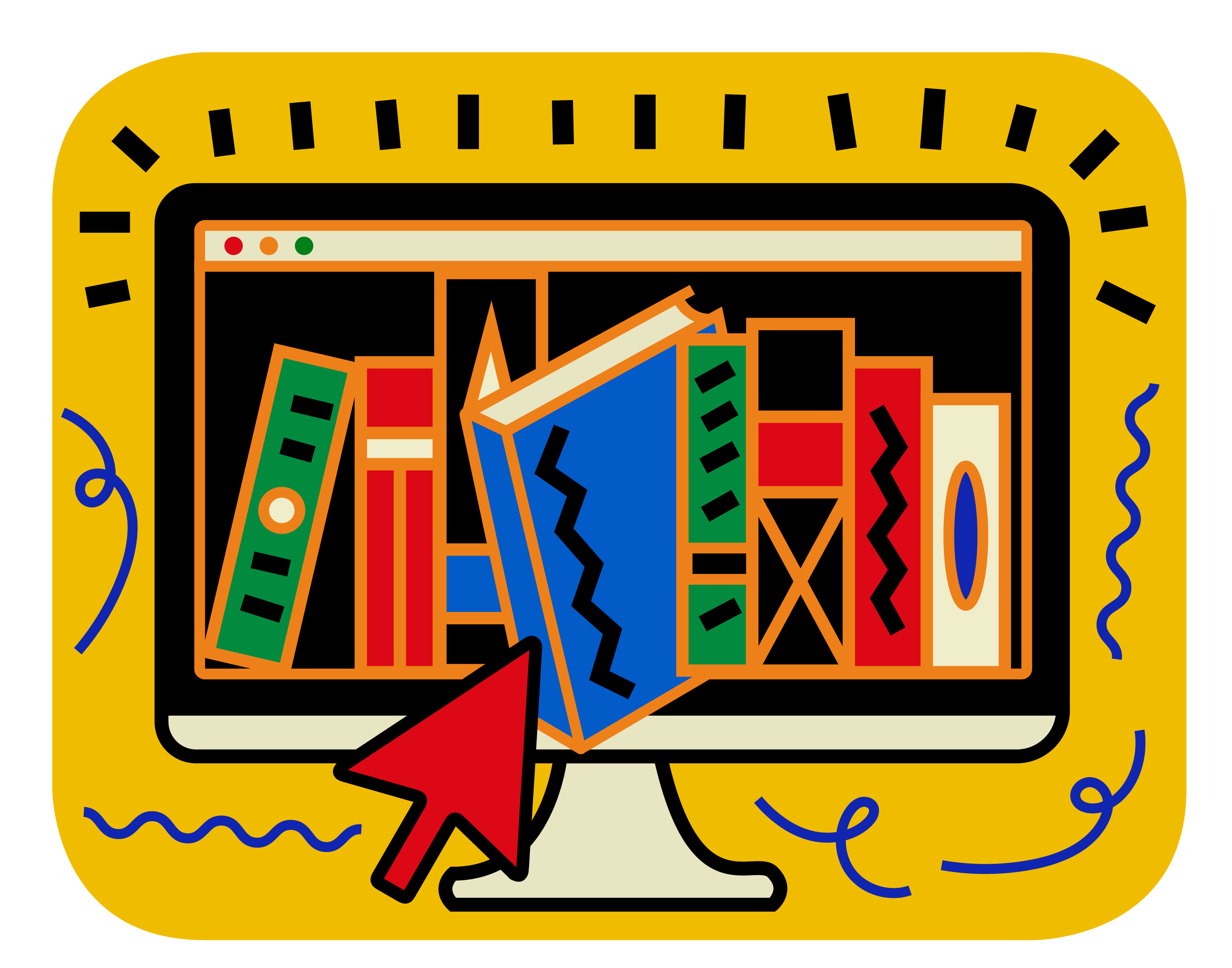
Bild som användes under Wikipedias tjugoårsfirande för att representera #1Lib1Ref.

Artikelns titel kan av tekniska skäl inte återges korrekt. Den korrekta titeln är #1Lib1Ref.
#1Lib1Ref – one lib, one ref – är en årligen återkommande internationell Wikipedia-kampanj som riktar sig till personal inom biblioteksväsendet. Syftet med evenemanget är att engagera bibliotekspersonal i att göra Wikipedia bättre genom att bidra med källor utifrån sin expertis.
Kampanjen lanserades första gången 2016, i anslutning till att Wikipedia fyllde 15 år. Första året som svenska bibliotek deltog i kampanjen var 2017. Sedan det året är arrangemanget också utökat till tre veckor, till skillnad från första årets två veckor.
Hashtaggen #1Lib1Ref är en förkortning av "en bibliotekarie, en referens" på engelska (”one librarian, one reference”), och används såväl i sammanfattningsfältet på Wikipedia som vid redigeringar som i sociala medier. Hashtaggen liksom kampanjens namn utläses one lib, one ref (med engelskt uttal).
Från den första kampanjen 2016 fram till slutet av 2021 gjordes 106 370 redigeringar i 47 690 sidor på olika wikimediaprojekt världen över, av 4504 olika användare som alla använde hashtaggen. Troligtvis har betydligt fler redigeringar gjorts då inte alla kommer ihåg att ange hashtaggen i sin redigeringskommentar.
För den som vill delta i projektet finns en svensk guide till #1Lib1Ref här.